# Cộng hòa Nhân dân Nội Mông
Cộng hòa Nhân dân Nội Mông là một cựu quốc gia ở Nội Mông được thành lập ngay sau Chiến tranh thế giới thứ hai. Nhà nước này tồn tại từ ngày 9 tháng 9 năm 1945 đến ngày 6 tháng 11 năm 1945.